# Stolonivector
Stolonivector es un género de musgos hepáticas perteneciente a la familia Geocalycaceae. Comprende 6 especies descritas y de estas, solo 4 aceptadas.

## Taxonomía
El género fue descrito por John Jay Engel  y publicado en Journal of the Hattori Botanical Laboratory 69: 79. 1991. La especie tipo es:  Stolonivector fiordlandiae (E.A. Hodgs.) J.J. Engel

## Especies aceptadas
A continuación se brinda un listado de las especies del género Stolonivector aceptadas hasta marzo de 2015, ordenadas alfabéticamente. Para cada una se indica el nombre binomial seguido del autor, abreviado según las convenciones y usos.	
- Stolonivector clasmatocoleoides J.J. Engel
- Stolonivector fiordlandiae (E.A. Hodgs.) J.J. Engel
- Stolonivector obtusilobus J.J. Engel
- Stolonivector waipouensis J.J. Engel